# Taj Jackson
Pour les articles homonymes, voir Jackson.
« Taj » Toriano Adaryll Jackson Jr., né le 4 août 1973 à Los Angeles en Californie (États-Unis), est un chanteur et musicien américain, l’un des trois membres du groupe musical 3T.

## Biographie
Toriano Adaryll Jackson Jr., surnommé « Taj » (qui sont ses initiales), est né le 4 août 1973 à Los Angeles. Il est l’aîné des trois fils de « Tito » Toriano Adaryll Jackson (l’un des membres des Jackson Five) et de son épouse « Dee Dee » Delores Vilmas Martes (1955-1994). Il est aussi le neveu de Michael Jackson et de Janet Jackson.
Il a des origines noires américaines par son père, dominicaines et portoricaines par sa mère. Surnommé Taj, Computer Geek dans sa famille, il parle espagnol en plus de l'anglais.

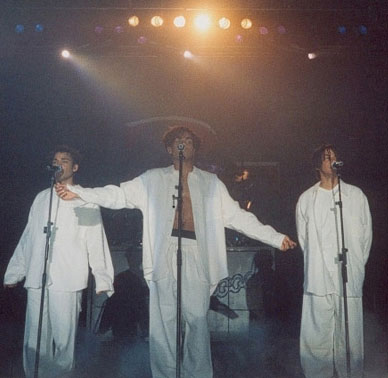
Taj Jackson (à droite), avec ses frères Taryll et TJ Jackson, chantant I Need You, lors d'un concert des 3T à Hanovre en 1996 (Brotherhood Tour 1996).

À partir de 1995, il forme, avec ses deux frères cadets Taryll et TJ Jackson, le groupe musical 3T. Ensemble, ils sortiront plusieurs albums : 
- Brotherhood, sorti en 1995 et coproduit par leur oncle Michael Jackson (qui chante sur deux chansons : Why et I Need You) ; cet album s'est vendu à 3 millions d’exemplaires dans le monde ; il était dédié à leur mère « Dee Dee » Martes, disparue tragiquement en 1994 ;
- Identity, sorti en 2004.
- Chapter III, sorti en 2015.

Depuis, Taj Jackson a fondé une société de production avec un ami, intitulée TrueCollective, spécialisée dans les interviews, bonus de DVD, et les making of. Il s’est également lancé dans la photographie ou encore la réalisation de vidéo-clips et documentaires.

## Vie privée
Taj Jackson s'est marié le 16 juin 2013 avec Thayana Sco. De cette union sont nées 3 enfants : Taylor Aurora le 26 novembre 2018, Toria Katherine le 5 mai 2021 et Tylee Delores le 17 juillet 2023.